# Hrabia Granville

## Informacje ogólne

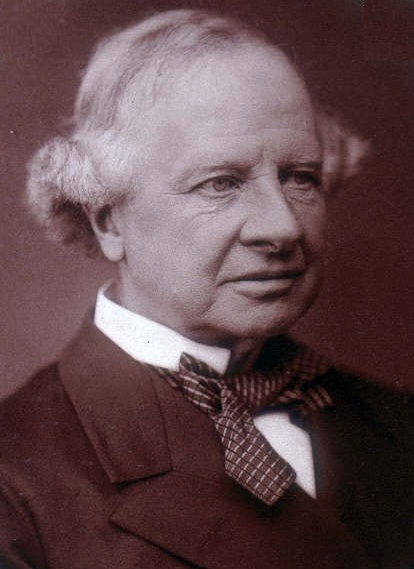
Granville George Leveson-Gower, 2. hrabia Granville

- Dodatkowymi tytułami hrabiego Granville są:
  - wicehrabia Granville
  - baron Leveson
- Najstarszy syn hrabiego Granville nosi tytuł lorda Leveson

Baroneci Carteret of Metesches
- 1645–1680: George Carteret, 1. baronet
- 1680–1695: George Carteret, 2. baronet

Baronowie Carteret 1. kreacji (parostwo Anglii)
- 1681–1695: George Carteret, 1. baron Carteret
- 1695–1763: John Carteret, 2. baron Carteret

Hrabiowie Granville 1. kreacji (parostwo Wielkiej Brytanii)
- 1715–1744: Grace Carteret, 1. hrabina Granville
- 1744–1763: John Carteret, 2. hrabia Granville
- 1763–1776: Robert Carteret, 3. hrabia Granville

Hrabiowie Granville 2. kreacji (parostwo Zjednoczonego Królestwa)
- 1833–1846: Granville Leveson-Gower, 1. hrabia Granville
- 1846–1891: Granville George Leveson-Gower, 2. hrabia Granville
- 1891–1939: Granville George Leveson-Gower, 3. hrabia Granville
- 1939–1953: Williama Spencer Leveson-Gower, 4. hrabia Granville
- 1953–1996: Granville James Leveson-Gower, 5. hrabia Granville
- 1996 -: Granville George Fergus Leveson-Gower, 6. hrabia Granville

Najstarszy syn 6. hrabiego Granville: Granville George James Leveson-Gower, lord Leveson